# André Diethelm

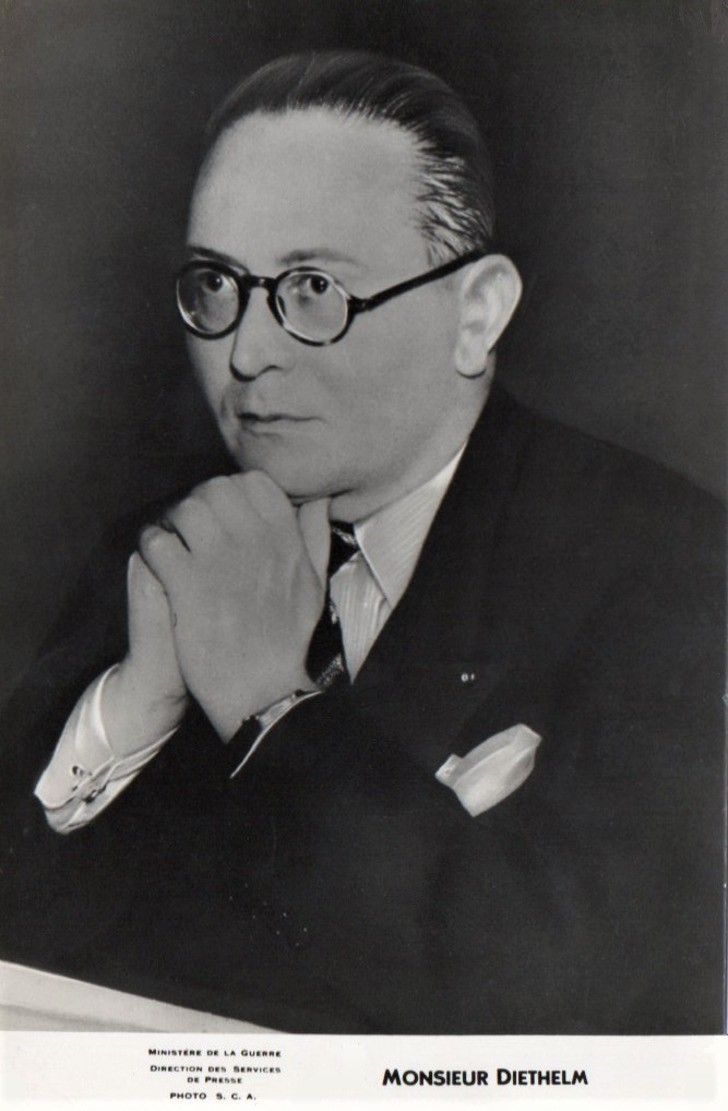
André Diethelm

Maurice André Diethelm (* 3. Juli 1896 in Bourg-en-Bresse, Département Ain; † 11. Januar 1954 in Paris) war ein französischer Politiker der RPF (Rassemblement du peuple français), der unter anderem von 1941 bis 1945 mehrmals Minister, zwischen 1945 und 1946 sowie erneut von 1951 bis 1954 Mitglied der Nationalversammlung und zwischenzeitlich von 1948 bis 1951 Mitglied des Rates der Republik war.

## Leben
Maurice André Diethelm, Sohn eines elsässischen Vaters und einer Mutter aus den Vogesen, absolvierte nach dem Schulbesuch ein Studium an der École normale supérieure (ENS Paris) und nahm nach dessen Abschluss als Finanzinspektor (Inspecteur des finances) 1914 am Ersten Weltkrieg teil. Nach Kriegsende war er als Mitarbeiter der Generalfinanzdirektion (Inspection générale des finances) tätig. 
In der Exilregierung des Comité national français unter General Charles de Gaulle in Paris fungierte Diethelm vom 24. September 1941 bis zu seiner Ablösung durch André Philip am 28. Juli 1942 zunächst als Kommissar für Inneres (Commissaire national à l’Intérieur). Zugleich fungierte er in Personalunion vom 24. September 1941 bis zu seiner Ablösung durch André Philip am 28. Juli 1942 als Kommissar für Arbeit sowie ferner vom 24. September 1941 und seiner Ablösung durch Jacques Soustelle am 28 Jul 1942 als Kommissar für Information (Commissaire à l’Information) der Freien Französischen Regierung. Darüber hinaus fungierte er zwischen dem 28. Juli 1942 und 7. Juli 1943 als Kommissar für Pensionen. Als Nachfolger von René Pleven übernahm er im Anschluss am 17. Oktober 1942 den Posten als Kommissar für Wirtschaft und Finanzen (Commissaire national à l’Économie et aux Finances) und hatte diesen bis zu seiner Ablösung durch Maurice Couve de Murville am 7. Juni 1943.

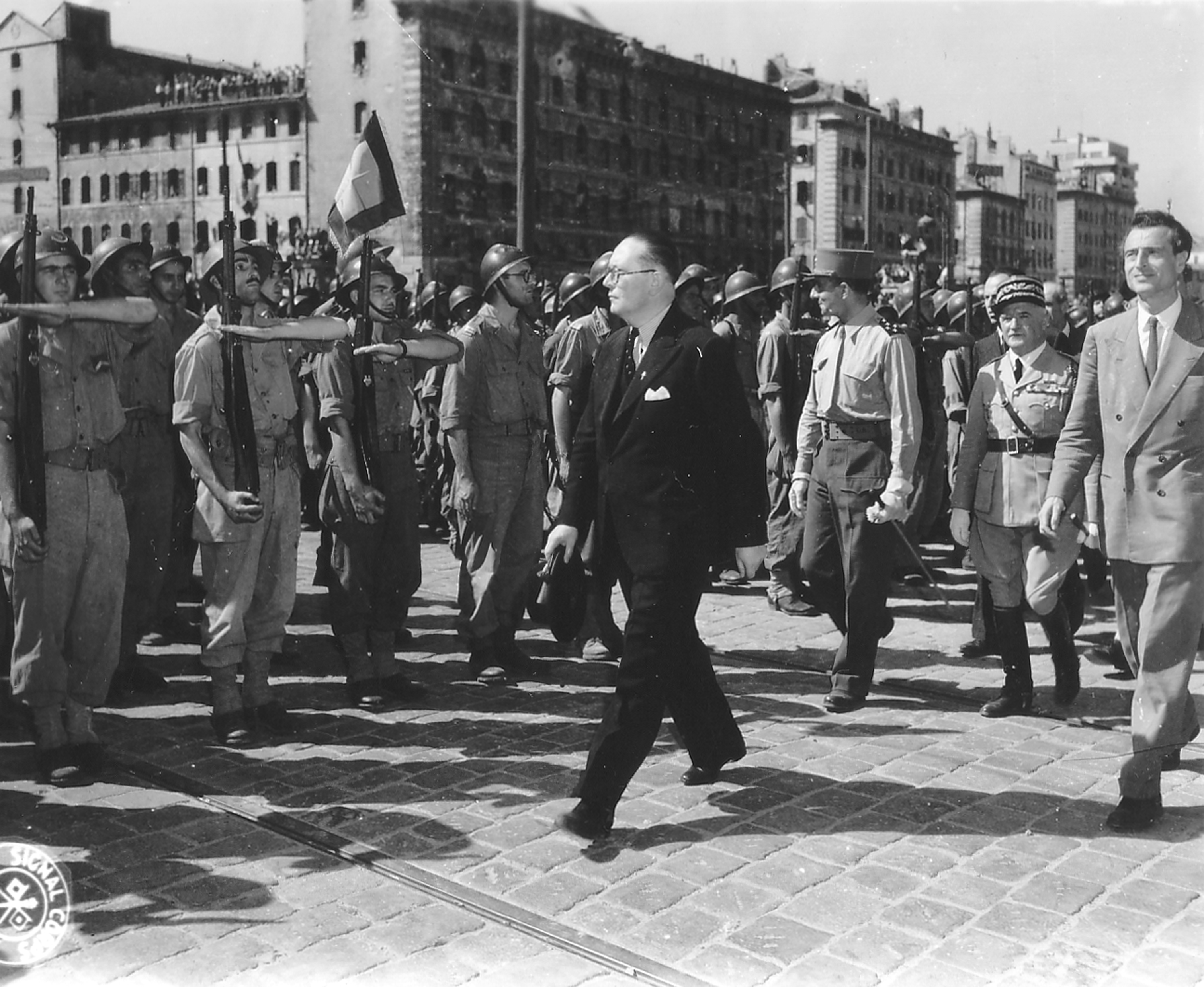
Diethelm bei einer Militärparade nach der Befreiung von Marseille (August 1944)

Nach der Bildung des Komitees für die Nationale Befreiung CFLN (Comité français de libération nationale) in Algier am 7. Juni 1943 wurde Diethelm Kommissar für Handel (Commissaire au Commerce) und hatte dieses Amt bis zum 9. November 1943 inne. Daneben war er vom 7. Juni 1943 bis zu seiner Ablösung durch Paul Giacobbi am 4. April 1944 Kommissar für Produktion (Commissaire à la Production). Im Zuge einer Umbildung des CFLN löste er außerdem am 9. November 1943 Jean Monnet als Kommissar für Versorgung (Commissaire au Ravitaillement) ab und verblieb in dieser Funktion bis zum 4. April 1944, woraufhin Paul Giacobbi auch diesen Posten übernahm. Nach einer neuerlichen Umbildung des CFLN übernahm er am 4. April 1944 von André Le Troquer den Posten als Kommissar für Krieg (Commissaire à la Guerre) und bekleidete dieses Amt bis zum 10. September 1944.
Während der Provisorischen Regierung der Französischen Republik bekleidete André Diethelm im Kabinett de Gaulle I vom 10. September 1944 bis zum 2. November 1945 als Kriegsminister (Ministre de la Guerre). Am 21. Oktober 1945 wurde er für die Sammlungsbewegung des französischen Volkes RPF (Rassemblement du peuple français) Mitglied der Verfassungsgebenden Nationalversammlung (Assemblée nationale constituante) und gehörte dieser als Vertreter des Département Vosges bis zum 10. Juni 1946 an. Bei den Wahlen am 7. November 1948 wurde er für das Département Seine-et-Oise zum Rates der Republik (Conseil de la République) gewählt, des heutigen Senats, und gehörte diesem bis zu seinem Mandatsverzicht am 17. Juni 1951 an. Am 17. Juni 1951 wurde er wiederum zum Mitglied der Nationalversammlung (Assemblée nationale) gewählt und vertrat in dieser bis zu seinem Tode am 11. Januar 1954 die Interessen des Département Seine-et-Oise. Während seiner Parlamentszugehörigkeit war er zwischen 1951 und 1952 Vizepräsident der Nationalversammlung und damit einer der Vertreter von Parlamentspräsident Édouard Herriot.